# Dr. Schär
Dr. Schär ist ein Hersteller von Lebensmitteln und Nahrungsergänzungsmitteln für die Ernährung bei Zöliakie und weiteren Erkrankungen mit besonderen Ernährungsbedürfnissen. Das Unternehmen hat seinen Hauptsitz in Burgstall (Südtirol). Die Dr. Schär AG ist die Muttergesellschaft einer internationalen Unternehmensgruppe. Die Aktien der Gesellschaft befinden sich in Familienbesitz.
Im Marktsegment glutenfreie Ernährung ist Dr. Schär in Europa, Nordamerika, Brasilien, der Türkei, Indien und Israel vertreten. Das Unternehmen gehört in Europa zu den führenden Anbietern glutenfreier Lebensmittel und ist Marktführer in Deutschland und Italien. Weiterhin stellt Dr. Schär Produkte mit modifiziertem und kontrolliertem Gehalt an Fettsäuren her, die für die Ernährungstherapie von chronischer Niereninsuffizienz und für ketogene Diäten konzipiert sind.
Dr. Schär betreibt 18 Standorte in neun Ländern und beschäftigt über 1600 Mitarbeiter.

## Geschichte

### Anfänge
Der Name Dr. Schär geht auf den Innsbrucker Arzt Dr. Anton Schär zurück, der 1922 in Zusammenarbeit mit dem Bozner Unternehmer Gottfried Untertrifaller Kindernahrung herzustellen begann. Zum Sortiment der Firma Untertrifaller gehörten unter anderem glutenfreie Produkte wie Dr. Schär Reiskreme, die bei Verdauungsproblemen empfohlen wurden. Bis in die 1970er Jahre produzierte das kleine Unternehmen noch weitgehend manuell.

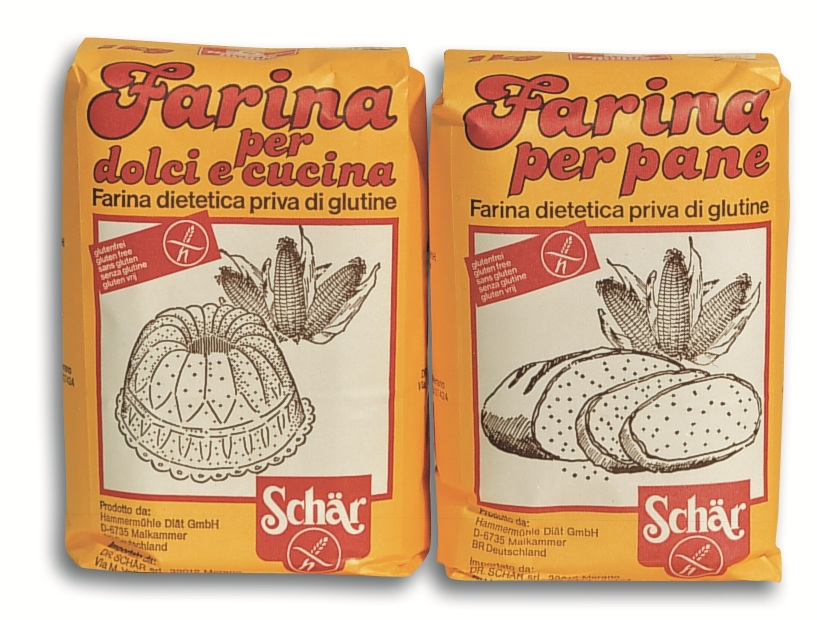
Historische Verpackungen

Der Meraner Drogist Ulrich Ladurner war 1977 auf das Thema Zöliakie und den Bedarf an glutenfreien Produkten aufmerksam geworden, als er bei einer Fernsehsendung, zu der beide eingeladen waren, mit Klaus Pittschieler zusammentraf, dem Leiter der Pädiatrie des Krankenhauses Bozen und Spezialisten für pädiatrische Gastroenterologie und Ernährung. Zunächst importierte Ladurner glutenfreie Lebensmittel für den Vertrieb in Italien. 1979 erwarb er die Marke Dr. Schär und begann 1981 die Geschäftstätigkeit als Hersteller glutenfreier Diätprodukte.
Seit 1986 produzierte Dr. Schär in einem kleinen Werk in Meran/Untermais. 1990 erschien der erste Produktkatalog mit rund 20 Produkten der Marke Schär. Der Export in andere europäische Länder wurde 1992 aufgenommen. 1996 erwarb Ladurner das ehemalige Betriebsgebäude der Firma Jägermeister Italien in Burgstall und etablierte dort die Produktionseinrichtungen sowie den neuen Firmenhauptsitz von Dr. Schär.

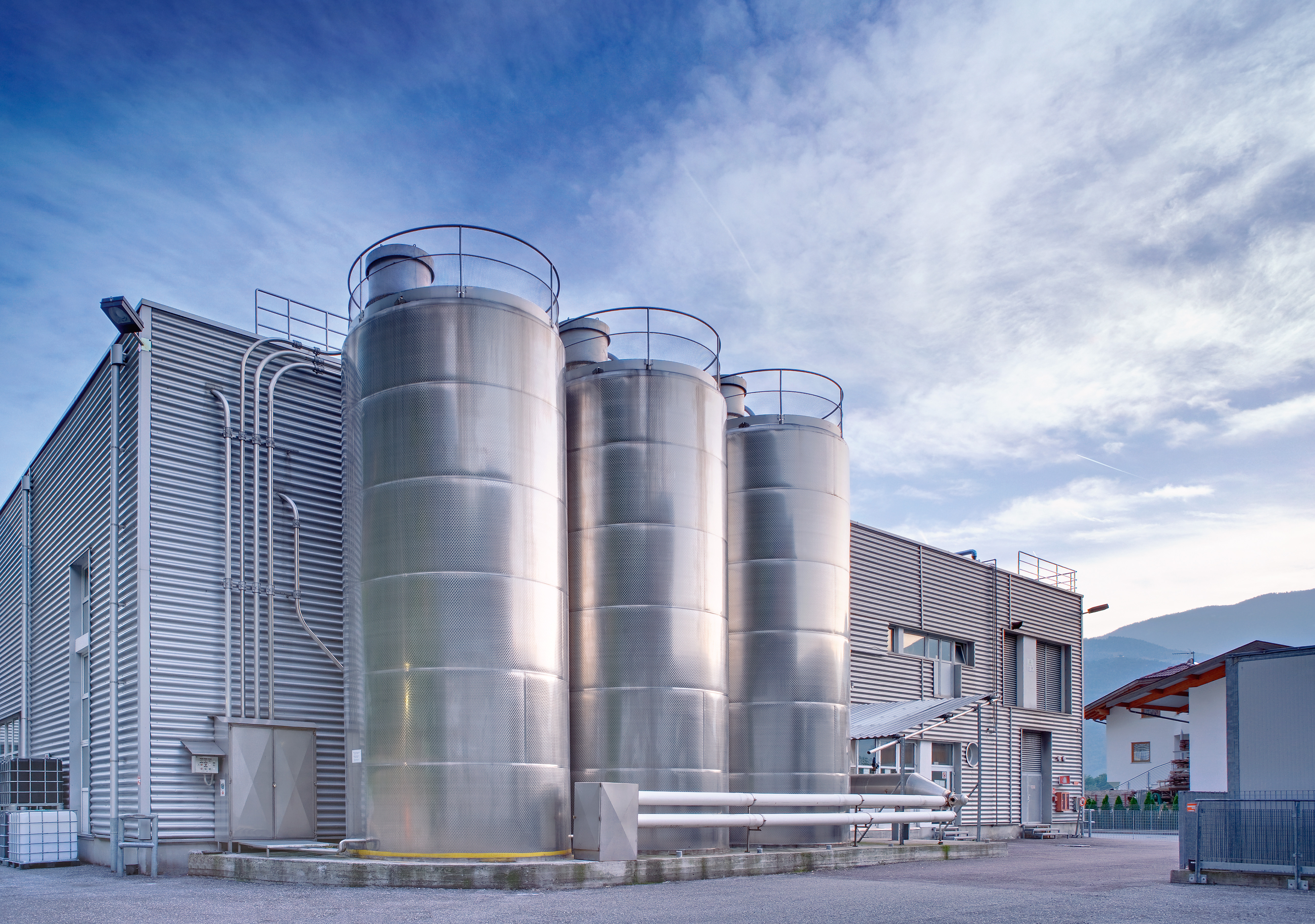
Silos an einem Produktionsstandort

### Expansion und Erweiterung des Markenportfolios
Die internationale Expansion des Unternehmens begann 2002 mit der Übernahme von Anteilen des britischen Unternehmens Nutrition Point Ltd. (seit 2011 Dr. Schär UK). Auf diesem Wege kam die Marke DS Dietary Specials zum Markenportfolio hinzu, die in Großbritannien und in anderen europäischen Märkten später für einige Zeit unter dem Namen DS – gluten free geführt wurde und in Deutschland 2012, in Großbritannien 2015 mit der Marke Schär verschmolz. Mit DS – gluten free erreichte Dr. Schär die Marktführerschaft im englischen Lebensmitteleinzelhandel.
Im Jahr 2003 eröffnete das Unternehmen ein eigenes Forschungslabor im AREA Science Park in Triest.
2006 übernahm Dr. Schär die Marke Glutano (2014 in die Marke Schär integriert) sowie die dazugehörigen Produktionsstätten im hessischen Dreihausen von der Pauly Biskuit AG. Das Dreihäuser Werk und ein neu gebautes Werk in Apolda (Thüringen) erweiterten die Produktionskapazitäten des Unternehmens, das bis dahin ausschließlich über das Stammwerk in Südtirol verfügte, erheblich: Ab 2006 gab es Dr.-Schär-Produkte flächendeckend in ganz Europa. Die Verwaltung von Produktion und Vertrieb in Deutschland übernahm die Ende 2005 gegründete Dr. Schär Deutschland GmbH.
Ende 2006 erfolgte die Übernahme der Marken Glutafin und Trufree von Royal Numico, einem niederländischen Hersteller von Babykost und Krankenhausnahrung, durch die Dr. Schär vor allem in Großbritannien gestärkt wurde. Seit 2007 besteht die Schär USA Inc. mit Sitz in New Jersey. Aufgrund des steigenden Umsatzes auf dem amerikanischen Markt wurde im Juni 2012 eine Produktionsstätte in Swedesboro (New Jersey) eröffnet.
Im Januar 2011 übernahm Dr. Schär die spanische Gesellschaft Natural Aliment Factory S.L., kurz NAF. Auch dieses Unternehmen hatte sich seit seiner Gründung im Jahre 1998 ausschließlich mit der Produktion und dem Vertrieb von glutenfreien Lebensmitteln beschäftigt. Die Übernahme der spanischen Gesellschaft und ihrer Marke Beiker ermöglichte Dr. Schär einen direkten Eintritt in den spanischen Markt und bot zusätzliche Produktionskapazität.
2012 nahm eine neu errichtete Produktionsstätte in Leifers, Südtirol, die Arbeit auf. 2013 akquirierte Dr. Schär Gourmet Italia, einen italienischen Hersteller tiefgekühlter Fertiggerichte, und dessen Werk in Borgo Valsugana. 2015 wurde der Standort um das Pizzacenter zur Herstellung glutenfreier Pizza erweitert; 2018 ging zusätzlich ein Brotwerk in Betrieb. Der heutige österreichische Produktionsstandort des Unternehmens in Klagenfurt wurde in einem 2014 durch Dr. Schär erworbenen ehemaligen Werk des Backmittelherstellers CSM Austria eingerichtet.
Im Dezember 2017 übernahm Dr. Schär Beladri, einen brasilianischen Hersteller glutenfreier Produkte, und dessen Werk in Campo Largo, das nach Umbaumaßnahmen 2018 die Produktion für Dr. Schär aufnahm.

### Geschäftsbereich Medical Nutrition
Mit der Übernahme der Marke ceres-MCT (Öl und Margarine mit MCT-Fetten) von der Basis Gesellschaft für Diätetik und Ernährung mbH begann Dr. Schär 2011 die Erweiterung seines Angebots um diätetische Lebensmittel jenseits der glutenfreien Produktpalette.
2012 vergrößerte sich das diesbezügliche Angebot durch Akquisition der deutschen Firma Comidamed Institut für Ernährung GmbH und ihrer Produktionseinrichtungen in Rosbach v. d. Höhe. Die später in Dr. Schär Medical Nutrition GmbH umbenannte Gesellschaft verschmolz 2018 mit der Dr. Schär Deutschland GmbH. Mit der übernommenen Marke Comidamed bot Dr. Schär erstmals Speziallebensmittel für die Ernährung bei Störungen des Eiweißstoffwechsels an. 2013 wurde mit Mevalia eine Produktlinie für die Ernährung bei Phenylketonurie eingeführt. 2018 kamen die Marken Flavis (proteinarme Produkte) und Kanso (MCT-reiche Brotaufstriche und die ehemaligen Ceres-MCT-Produkte) hinzu.

## Geschäftstätigkeit
Im Marktsegment glutenfreie Ernährung ist Dr. Schär in fast ganz Europa, in Nordamerika, Brasilien, der Türkei, Indien und Israel vertreten, das Unternehmen gehört in Europa zu den führenden Anbietern glutenfreier Lebensmittel.

### Glutenfreie Lebensmittel
Dr. Schär bietet teils international, teils nur in einzelnen Ländern verfügbare Produktlinien mit glutenfreien Lebensmitteln (Brot, Gebäck, Getreideflocken und Müsli, Nudeln, Mehl und Mehlmischungen, Teige und Fertiggerichte) an. Die Produkte sind in mehr als 85 Ländern erhältlich. Zur Marke Schär gehören rund 120 glutenfreie Produkte. Produkte der Marke Glutafin werden nur in Großbritannien angeboten. In Spanien vertreibt Dr. Schär Produkte der Marke Beiker. Mit der Übernahme von Beladri gehört die gleichnamige brasilianische Marke ebenfalls zu Dr. Schär.

### Medical Nutrition
Unter dem Markennamen Flavis bietet Dr. Schär eine Reihe eiweißarmer Lebensmittel (Brot, Pasta, süßes und salziges Gebäck) an, die für die Ernährung bei chronischer Niereninsuffizienz im Prädialysestadium geeignet sind.
Kanso ist die Markenbezeichnung für eine von Dr. Schär angebotene Produktlinie mit Öl, Brotaufstrichen und Schokolade, die einen hohen Gehalt an mittelkettigen Fettsäuren (sogenannten MCT-Fetten) aufweisen. Diese sind für eine MCT-basierte ketogene Diät sowie für die Ernährung bei Fettverwertungsstörungen, Malassimilationssyndrom und angeborenen Störungen im Stoffwechsel langkettiger Fettsäuren geeignet.

### Dr. Schär Foodservice
Zielgruppe der Geschäftssparte Dr. Schär Foodservice ist die Gastronomie.

### Forschung und Entwicklung
Im Area Science Park in Triest betreibt Dr. Schär ein Forschungs- und Entwicklungszentrum. Neben der Entwicklung neuer Produkte und Verfahren und der Verbesserung bestehender Rezepturen koordiniert das Zentrum die Initiative re-cereal, ein von verschiedenen öffentlichen und privaten Partnern kofinanziertes Projekt zur Etablierung und Optimierung des Anbaus der glutenarmen/glutenfreien Getreide bzw. Pseudogetreide Hirse, Hafer und Buchweizen in der Landwirtschaft der europäischen Alpenregion.

### Standorte
Dr. Schär betreibt 18 Standorte in neun Ländern. Dazu gehören neben dem Hauptsitz in Burgstall (Italien) und dem Forschungsinstitut in Triest (Italien) Produktionseinrichtungen in Leifers und Borgo Valsugana (Italien), Dreihausen und Apolda (Deutschland), Klagenfurt (Österreich), Alagón (Spanien), Swedesboro (USA) und Campo Largo (Brasilien) sowie reine Verwaltungs- und Vertriebsstandorte in Moskau (Russland), Warrington (UK), Lyndhurst (USA) und Lyon (Frankreich).
Am Produktionsstandort Burgstall werden glutenfreie Mehle und Brot hergestellt, in Leifers glutenfreies Brot und Teigwaren. Das Werk in Borgo Valsugana produziert glutenfreie Tiefkühl-Fertiggerichte und Pizza der Schär-Untermarke Bonta d'Italia; in einem zweiten Werk am Standort werden seit 2018 mehrere glutenfreie Brotsorten gebacken. Die deutschen Produktionsstandorte von Dr. Schär fertigen süße und salzige glutenfreie Dauerbackwaren (Dreihausen), glutenfreies Brot und Brotersatzprodukte (Apolda) und die Comidamed-Aminosäuremischungen (Rosbach vor der Höhe). Im österreichischen Klagenfurt werden glutenfreie Mehle und Backmischungen erzeugt. Im spanischen Alagón produziert Dr. Schär Brot, Kuchen und süße Snacks. Das Werk in Swedesboro (New Jersey) stellt glutenfreie Brötchen und Tiefkühlprodukte für den nordamerikanischen Markt her, und im brasilianischen Campo Largo werden Brot und Mehl für den südamerikanischen Markt gefertigt.
Die Muttergesellschaft Dr. Schär AG hat aktuell (2019) sieben Tochtergesellschaften, die die Tätigkeit des Unternehmens in den jeweiligen Ländern verwalten: Dr. Schär Deutschland GmbH (Deutschland), Dr. Schär UK Ltd. (England), Dr. Schär España S.L.U. (Spanien), Dr. Schär France (Frankreich), Dr. Schär Austria (Österreich), Dr. Schär USA Inc. (USA) und Dr. Schar Brasil S.a. (Brasilien). 2018 wurde die brasilianische Gesellschaft Beladri Massas e Confeitos Ltda übernommen.
2023 erfolgte die Übernahme der glutenfreien Sparte des schwedischen Nahrungsmittelkonzerns Hero, die unter dem Namen 'Semper' in großen Teilen Skandinaviens vertreten ist.

## Preise und Auszeichnungen
Zwei im Triester Forschungs- und Entwicklungszentrum von Dr. Schär beschäftigte Wissenschaftlerinnen gehörten 2016 zu den Finalisten des vom Europäischen Patentamt ausgelobten Europäischen Erfinderpreises: Virna Lucia Cerne und Ombretta Polenghi hatten ein Verfahren entwickelt, um sogenannte Zeine kostengünstig aus Mais zu extrahieren und in Rezepturen für Brot und Pasta als Glutenersatz zu verwenden.
2018 wurde die Dr. Schär Deutschland GmbH mit dem Großen Preis des Mittelstandes ausgezeichnet.